# Aubepierre-Ozouer-le-Repos
Aubepierre-Ozouer-le-Repos település Franciaországban, Seine-et-Marne megyében. Lakosainak száma 965 fő (2022. január 1.). Aubepierre-Ozouer-le-Repos Courtomer, Quiers, Saint-Ouen-en-Brie, Verneuil-l’Étang, Andrezel, Argentières, Beauvoir, Bernay-Vilbert, Champeaux, Courpalay, Grandpuits-Bailly-Carrois és Mormant községekkel határos.

## Népesség
A település népességének változása:
| Lakosok száma | 881  | 910  | 924  | 917  | 921  | 935  | 941  | 946  | 965  |
|               | 2013 | 2015 | 2016 | 2017 | 2018 | 2019 | 2020 | 2021 | 2022 |